# Kup Nogometnog saveza Ličko-senjske županije 2014./15.
Kup Nogometnog saveza Ličko-senjske županije za sezonu 2014./15. je igran u proljetnom dijelu sezone. 
 Natjecanje je osvojio Nehaj iz Senja, koji je time stekao pravo nastupa u pretkolu Hrvatskog kupa u sezoni 2015./16. 

## Sudionici
U natjecanju je nastupilo 12 klubova, prikazani prema pripadnosti ligama u sezoni 2014./15.
|                                   | |  |
| MŽNL NS Rijeka (IV.) - Nehaj Senj | ŽNL Ličko-senjska (V.) - Bunjevac Gavran Krivi Put - Croatia Lički Osik - Gacka 1925 Sinac - Gospić 91 - Lika 95 Korenica - Novalja - Otočac - Perušić - Plitvice Mukinje - Sokolac Brinje - Velebit Žabica |  |

## Rezultati

### 1. kolo
Utakmice na rasporedu 29. ožujka i 1. travnja 2015.

| klub1                     | klub2            | rez.     |                           |
| ------------------------- | ---------------- | -------- | ------------------------- |
| Sokolac Brinje            | Otočac           | 0:5      |                           |
| Gacka 1925 Sinac          | Perušić          | 0:1      |                           |
| Lika 95 Korenica          | Gospić 91        | 0:1      |                           |
| Croatia Lički Osik        | Plitvice Mukinje | 0:3 p.f. | Plitvice prošle bez borbe |
| Bunjevac Gavran Krivi Put | Novalja          | 3:0      |                           |

### 2. kolo
Utakmice po rasporedu 22. travnja 2015., te 25. travnja 2017.

| klub1            | klub2                     | rez.                        |                                                |
| ---------------- | ------------------------- | --------------------------- | ---------------------------------------------- |
| Velebit Žabica   | Nehaj Senj                | 0:0 (2:4 11 m)              | Nehaj prošao boljim izvođenjem jedanaesteraca  |
| Otočac           | Perušić                   | 1:1 (4:3 11 m) 5:4 (ukupno) | Otočac prošao boljim izvođenjem jedanaesteraca |
| Plitvice Mukinje | Bunjevac Gavran Krivi Put | 3:0 p.f.                    | Plitvice prošle bez borbe                      |
| Gospić 91        | Gospić 91                 | Gospić 91                   | slobodni                                       |

### Poluzavršnica
Utakmice na rasporedu 6. svibnja 2015.

| klub1      | klub2            | rez.     |                        |
| ---------- | ---------------- | -------- | ---------------------- |
| Nehaj Senj | Gospić 91        | 3:0 p.f. | Nehaj prošao bez borbe |
| Otočac     | Plitvice Mukinje | 4:0      |                        |

### Završnica
Igrano 20. svibnja 2015. u Gospiću.

| klub1      | klub2  | rez. |                            |
| ---------- | ------ | ---- | -------------------------- |
| Nehaj Senj | Otočac | 1:0  | Nehaj pobjednik natjecanja |

## Vanjske poveznice
- Nogometni savez Ličko-senjske županije